# 정부합동민원센터
정부합동민원센터(政府合同民願-)는 대한민국 국민권익위원회의 소속기관이다. 2019년 10월 1일 발족하였으며, 서울특별시 종로구 사직로8길60 정부서울청사 별관에 위치하고 있다. 센터장은 고위공무원단 나등급에 속하는 일반직공무원으로 보한다.

## 직무
- 민원안내·상담 종합계획의 수립 및 운영
- 부패신고, 부정청탁 신고, 금품 등 수수 신고, 행동강령위반신고, 복지·보조금 부정 수급 신고, 공익신고, 행정심판에 관한 안내·상담 총괄 및 접수, 그 밖에 민원의 안내·상담 총괄
- 대통령비서실 소관 서신민원의 접수·통보 및 심사분류
- 고충민원, 부패신고, 부정청탁 신고, 금품 등 수수 신고, 행동강령위반신고, 공익신고 및 행정심판청구의 분류
- 고충민원의 접수 및 배정
- 정부민원안내콜센터의 구축·운영 및 상담품질·인지도 제고 등에 관한 사항
- 기관별 콜센터 및 전화상담 조직과의 연계 처리 관련 업무
- 다수기관복합민원의 상담 및 조정
- 경제 및 사회분야 민원의 상담

## 연혁
- 2014년 12월 9일: 국민권익위원회 소속으로 서울종합민원사무소 설치.[2]
- 2019년 10월 1일: 정부합동민원센터로 개편.[3]

## 조직

### 민원상담심의관
- 고충상담기획과[4]
- 민원신고심사과[4]
- 특별민원심사과[4][5]
- 일반상담총괄과
- 경제민원상담과
- 사회민원상담과